# Microcyba leleupi
Microcyba leleupi är en spindelart som beskrevs av Holm 1968. Microcyba leleupi ingår i släktet Microcyba och familjen täckvävarspindlar.
Artens utbredningsområde är Kongo. Inga underarter finns listade i Catalogue of Life.